# Owksar
Owksar (persiska: اوکسر) är en ort i Iran.   Den ligger i provinsen Mazandaran, i den norra delen av landet, 160 km nordost om huvudstaden Teheran. Antalet invånare är 246.
Terrängen runt Owksar är mycket platt. Runt Owksar är det tätbefolkat, med 819 invånare per kvadratkilometer. Närmaste större samhälle är Babol, 18,4 km söder om Owksar. Trakten runt Owksar består till största delen av jordbruksmark.